# Acktjärnen (Hedemora socken, Dalarna, 667587-150956)
Acktjärnen är en sjö i Hedemora kommun i Dalarna och ingår i Dalälvens huvudavrinningsområde. Sjön har en area på 0,0429 kvadratkilometer och ligger 148,2 meter över havet.

## Delavrinningsområde
Acktjärnen ingår i det delavrinningsområde (667701-150950) som SMHI kallar för Mynnar i Luståns vattendragsyta. Medelhöjden är 143 meter över havet och ytan är 10,63 kvadratkilometer. Det finns inga avrinningsområden uppströms utan avrinningsområdet är högsta punkten. Vattendraget som avvattnar avrinningsområdet har biflödesordning 3, vilket innebär att vattnet flödar genom totalt 3 vattendrag innan det når havet efter 139 kilometer. Avrinningsområdet består mestadels av skog (61 procent) och jordbruk (22 procent). Avrinningsområdet har 0,04 kvadratkilometer vattenytor vilket ger det en sjöprocent på 0,4 procent.